# Plantigradi

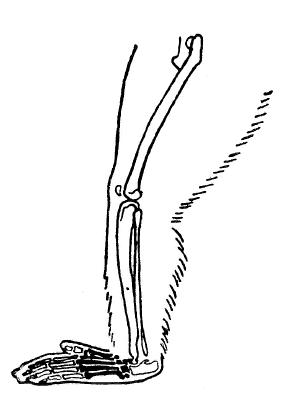
Illustrazione dell'arto di una scimmia del genere Papio, che evidenzia la struttura plantigrada

Nei mammiferi, la locomozione plantigrada significa che la creatura cammina appoggiando tutta la pianta del piede sul terreno. 
I primati sono un esempio di specie plantigrade; altri esempi possono essere procioni, opossum, orsi, conigli, canguri, donnole, topi, panda rossi, ratti, procavie, puzzole, ricci. 

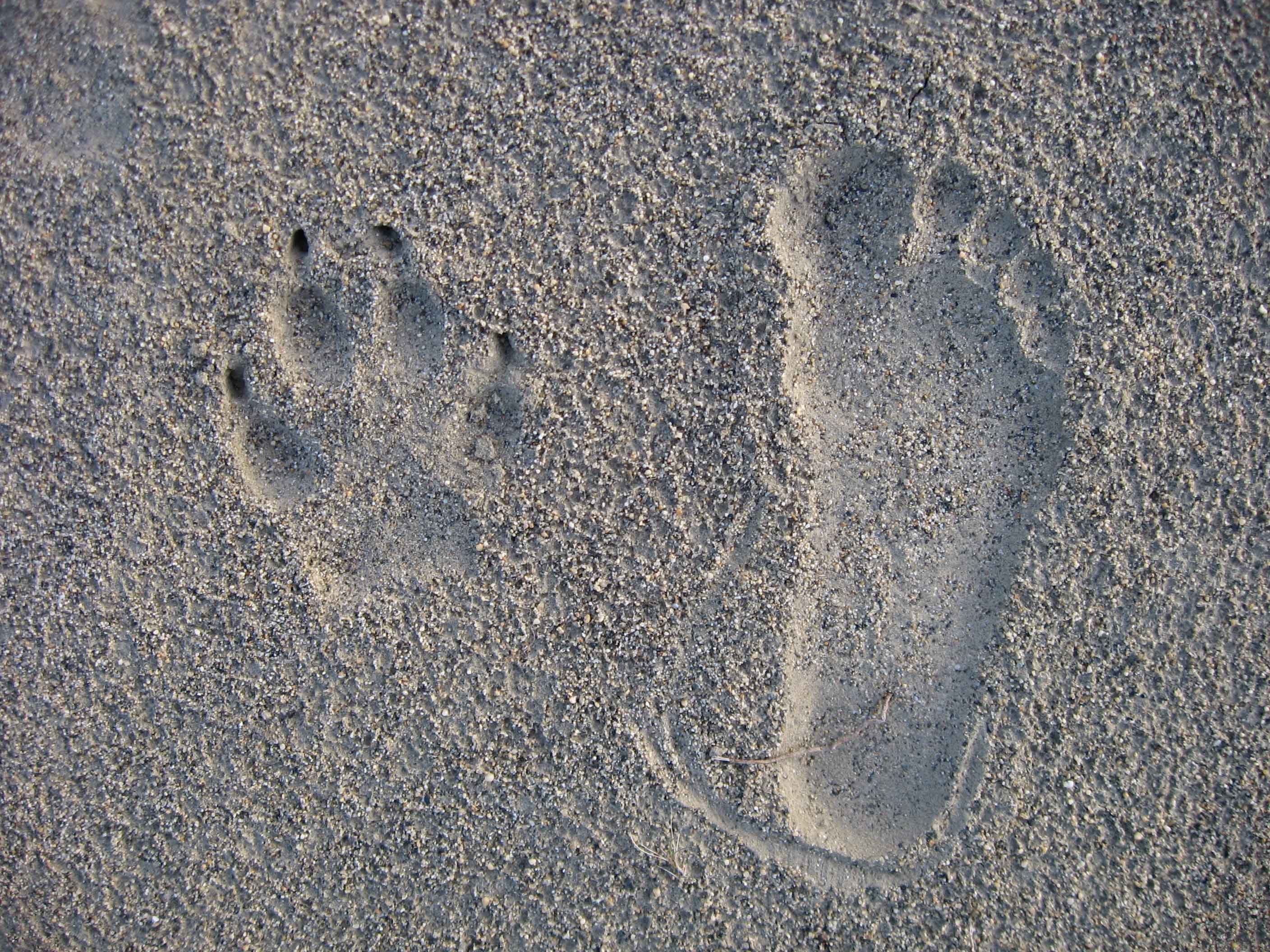
La differenza tra l'orma di un digitigrado (un lupo, a sinistra) e di un plantigrado (un umano, a destra)

I membri dell'ordine di mammiferi estinti Creodonta avevano un tipo di locomozione plantigrada. Ciò potrebbe anche aver contribuito alla loro estinzione ad opera di più veloci carnivori. Sembra che almeno alcuni pterosauri e lucertole fossero anch'essi plantigradi.